# Maximilien de Béthune (duc de Sully)
Pour les articles homonymes, voir Maximilien de Béthune, Bethune et Sully.
Maximilien de Béthune, duc de Sully, né à Rosny-sur-Seine le 13 décembre 1559 et mort à Villebon le 22 décembre 1641, maréchal de France (1634), est un militaire protestant et un compagnon d'armes du roi Henri IV dont il devint l'un des principaux conseillers.
Il portait les titres de baron (1578) puis marquis de Rosny (1601), baron (1602) puis duc et pair de Sully (1606), prince souverain d'Henrichemont et de Boisbelle (1605), marquis de Nogent-le-Rotrou (1624), comte de Moret et de Villebon (1624), et vicomte de Meaux (1627).

## Famille
Par son père François, Sully est issu de l'épée. Par sa mère Charlotte Dauvet, il vient de la robe. Fille du président à la Chambre des comptes de Paris Robert Dauvet, seigneur de Rieux, dans l'actuelle commune de Tillé (Oise),  celle-ci avait épousé le baron de Rosny en 1557, ce qui fait de Sully l'arrière-neveu du maître des finances de François Ier, Jacques de Beaune, qui fut conduit à l'échafaud de Montfaucon le 12 août 1527.
Des sept enfants que donna Charlotte Dauvet à François de Béthune, trois disparurent prématurément. L'aîné des quatre fils survivants, Louis, né en 1558, ne devait pas dépasser sa vingtième année. Le troisième, Salomon, né en 1561, allait être tué au Siège d'Amiens (1597). Seuls le deuxième, Maximilien (1559-1641), et le quatrième, Philippe (vers 1565-1649), firent une longue et pleine vie.
Né le 13 décembre 1559 au château de Rosny-sur-Seine, il descend de la maison de Béthune, originaire de l'Artois et appartient à la branche cadette, peu fortunée et calviniste (les Béthune-Locres), apparentée aux comtes de Flandre (voir plus bas la partie Généalogie). Second fils d'un couple de protestants, François de Béthune et de Charlotte Dauvet (qui appartenait à une famille de conseillers au Parlement,), il devient l’héritier de la baronnie de Rosny à la mort de son frère aîné, Louis de Béthune, en 1578. Son frère cadet était Philippe (1566-1649), marquis de Chabris, comte de Selles, baron de Chârost.

### Apprentissages
À sa naissance au Château de Rosny-sur-Seine, à une lieue de Mantes-la-Jolie, aux confins de la Normandie et de l'Île-de-France, le 13 décembre 1559, Maximilien reçoit le prénom de son parrain, le vicomte de Gand Maximilien de Melun, gouverneur d'Arras, cousin germain de son père. L'enfant va être élevé dans la foi réformée, faisant de nombreux adeptes au sein de la noblesse de province. Le cadet, héritant de la fermeté de caractère de son père François qui se manifesta lorsque le vicomte de Gand se proposa de le prendre auprès de lui, avec le secret espoir de le détourner de l'hérésie, le baron de Rosny refusa et fut déshérité par son cousin.
Si François de Béthune ne semble pas avoir participé aux deux premières guerres, au printemps 1569, il s'achemine vers l'armée du prince de Condé, frère cadet d'Antoine de Bourbon, mort dès 1562. Le baron de Rosny est fait prisonnier, le 13 mars, sur le champ de bataille de Jarnac, qui voit la défaite de son camp, François est conduit à la forteresse de L'Isle-Adam. La Paix de Saint-Germain-en-Laye, conclue le 8 août 1570 met un terme à ce purgatoire, François retrouve sa liberté. Elle a un prix : il doit s'engager à payer une amende d'un montant de 300 000 livres, et va vendre une partie de ses terres, évalué à 420 000 livres. Sans parler de précarité, Maximilien n'a pas connu l'aisance pendant ses jeunes années.

### Choc de la Saint-Barthélemy
Logeant au collège du Mans, c'est là, dans la nuit du 24 août 1572, que lui parviennent des rumeurs alarmantes. Six jours après les noces du roi de Navarre et deux jours après l'attentat manqué contre Coligny, la « grande purgation » de la Saint-Barthélemy vient de commencer. La population parisienne, farouchement catholique et ulcérée de cette concentration de spadassins hérétiques dans leur ville, superpose le crime libératoire.
Si la Saint-Barthélemy et ses prolongements en province ont accéléré la décrue de la Réforme, déjà bien amorcée depuis la fin des années 1560, elle a suscité un effet inverse sur le jeune Maximilien, en le confortant dans la foi de son père et dans son aversion pour le catholicisme. 
Lui-même raconte dans les Œconomies royales qu'il échappe au massacre en traversant Paris pour rejoindre le collège de Bourgogne avec un livre d'heures sous le bras afin de passer pour un catholique,. Cet épisode devient célèbre.

### Les lettres et les armes
Pendant les quatre années que dure le séjour contraint du roi de Navarre à la cour de France, de 1572 à 1576, Maximilien partage son temps entre le service comme page de ce dernier et ses études. Instruit par Florent Chrestien il enseigne à Maximilien l'histoire et les mathématiques. Il n'en néglige pas pour autant l'apprentissage des armes, le maniement de l'arquebuse et de la pique, sous la direction de M. Fayet, lieutenant à la compagnie des gardes du roi de Navarre. En fréquentant les académies d'armes et les manèges réservés aux jeunes gentilshommes, il complète sa pratique de l'épée et de l'équitation, dont les rudiments lui ont été inculqués par son père au manoir familial.

## Compagnonnage avec le roi Henri de Navarre

### Premiers combats (1576-1580)
Le jeune baron fait le coup de main au côté du roi de Navarre. Les vingt années qui suivent ne vont plus être pour lui, hormis quelques échappées, qu'une longue chevauchée au côté de ce maître qui semble encore bien éloigné du trône de France.
En 1572, élève au collège de Bourgogne, à Paris, il échappe au massacre de la Saint-Barthélemy, et devient le compagnon du roi Henri III de Navarre (futur roi Henri IV de France), qu'il suit dans toutes ses guerres. À ses côtés, il se distingue par son intrépidité, après avoir fait son apprentissage comme simple soldat, il reçoit du marquis de Lavardin, commandant l'infanterie de Navarre, l'enseigne colonelle de son régiment à la fin de 1576. Pendant quatre ans, il sillonne le Sud-Ouest, au gré des opérations. Celle de Monsieur (1576), qui clôt la cinquième guerre de Religion. À La Réole (1577), il est l'un des premiers à monter à l'assaut des remparts et prennent et saccagent la ville. La Paix de Bergerac fait taire les mousquets. Maximilien reprend les armes, les hostilités s'étant rouvertes dès 1579. Durant cette septième guerre de Religion, au siège de Cahors (juin 1580), le voilà recevant sa première blessure à la cuisse gauche.
À ce stade, le Sully de la légende, tout de mesure et de pondération, n'est pas encore advenu. Pour l'heure, il n'a que 20 ans, et il lui faut encore démontrer que, né noble, il sait aussi vivre noblement, c'est-à-dire en soldat. En 1580, il devient chambellan ordinaire, puis membre du Conseil de Navarre. Il est chargé des négociations avec le roi de France, Henri III, en vue de poursuivre une lutte commune contre la Ligue et les Guise.

### Escapade aux Pays-Bas (1581-1583)
Sully, qui ne dissimule l'infidélité consentie qu'il fit au service du roi de Navarre, durant les deux années où il courut l'aventure aux Pays-Bas à la suite de François-Hercule, duc d'Anjou, dit Monsieur, frère du roi, héritier présomptif de la Couronne. Il combat dans les armées protestantes en Hollande pour récupérer la vicomté de Gand dont il n'avait pu hériter de son parrain, son grand-cousin Maximilien de Melun d'Épinoy, un catholique convaincu.
C'est peu après que le baron de Rosny regagne la France, dépité par la veulerie et la fourberie d'un prince qui, bien loin de lui faciliter le recouvrement de l'héritage du vicomte de Gand, a fini par le promettre à un Pierre de Melun, prince d'Épinoy, un cousin catholique de Maximilien.

### Lignage et mariage
Les affaires de famille vont lui offrir un dérivatif à sa déconvenue des Pays-Bas. Depuis la mort par noyade de son frère aîné Louis en 1578, Rosny est chef du lignage familial, même s'il portera pendant plus de vingt ans le titre de baron de Rosny en partie avec ses cadets Philippe et Salomon, le fief étant resté dans l'indivision pour mieux faire face à l'adversité.

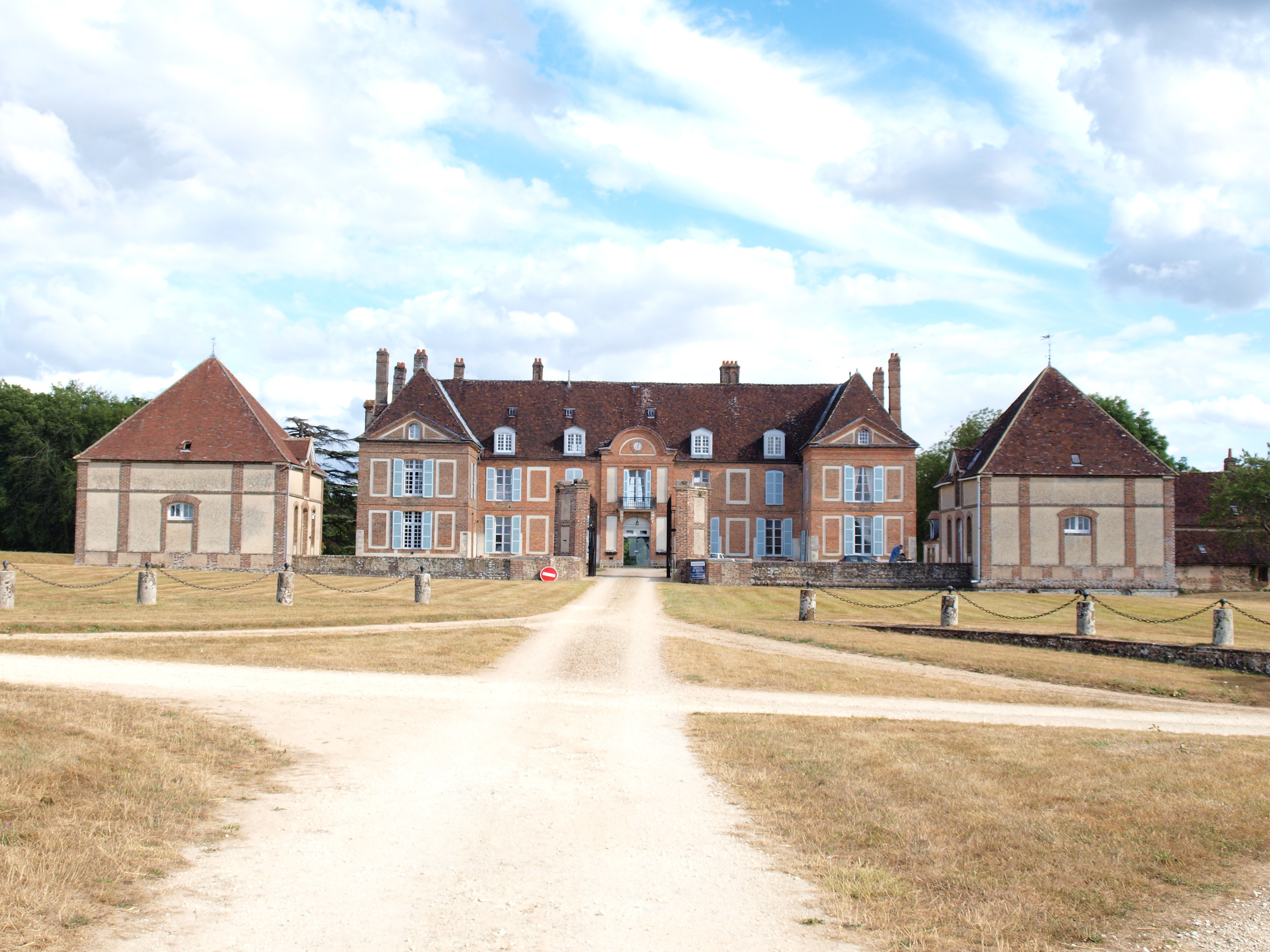
Château de Bontin, Les Ormes (Yonne).

Le 4 octobre 1583, au château de Bontin, un contrat de mariage est passé entre Anne de Courtenay et Maximilien de Béthune. Princesse capétienne Anne de Courtenay-La Ferté-Loupière, dame de Bontin et de Beaulieu en Auvergne, une riche héritière. La promise apporte 10 000 Livres tournois, ainsi que la seigneurie de Bontin, qu'elle détient en indivision avec sa sœur, et qui, à la suite d'un partage ultérieur, reviendra entièrement à Sully.
Passant sur ses terres toute l'année 1584, à l'exploitation des bois de Rosny et des blés de Bontin, ainsi qu'au trafic des chevaux, qu'il fait acheter en Allemagne pour les revendre jusqu'en Guyenne, spéculations commerciales très heureuses, avec le commerce de ses chevaux pour l'armée, voire les dépouilles des villes prises par les protestants l’enrichissent en peu de temps. Devenu veuf, il épouse le 24 mai 1592 Rachel de Cochefilet, fille de Jacques de Cochefilet seigneur de Vaucelas.

## Guerre des Trois Henri
Le 10 juin 1584, François de France meurt, sans postérité. Henri III n'ayant toujours pas de fils, l'héritier de la Couronne devient automatiquement son cousin Henri, roi de Navarre, le fait est inadmissible aux yeux de la majorité catholique.

Non seulement cette guerre de Religion, la huitième, qu'on appela la guerre des Trois Henri, par référence à ses principaux protagonistes n'est pas près de se terminer, elle va être relancée en 1589 par l'assassinat d'Henri III et l'accession au trône d'un roi légitime et hérétique, dont la majorité catholique ne veut pas. La guerre ne s'achèvera qu'en 1598, avec l'instauration d'une paix de religion enfin durable, sanctionnée par l'édit de Nantes.
Au traité de Nemours, signé en 1585, rapproche le roi de France des Guise aux dépens du roi de Navarre. En 1587, Maximilien combat à côté d'Henri de Navarre à Coutras, puis devant Paris, ensuite à Arques en 1589, puis à Ivry en 1590 où il est blessé. En 1591, alors qu'il se rend à Chartres pour appuyer Henri IV au siège de la ville, il est de nouveau blessé, par une balle qui lui traverse la gorge, en tombant dans une embuscade près de Mantes,,.

## Ministre du roiHenriIVde France

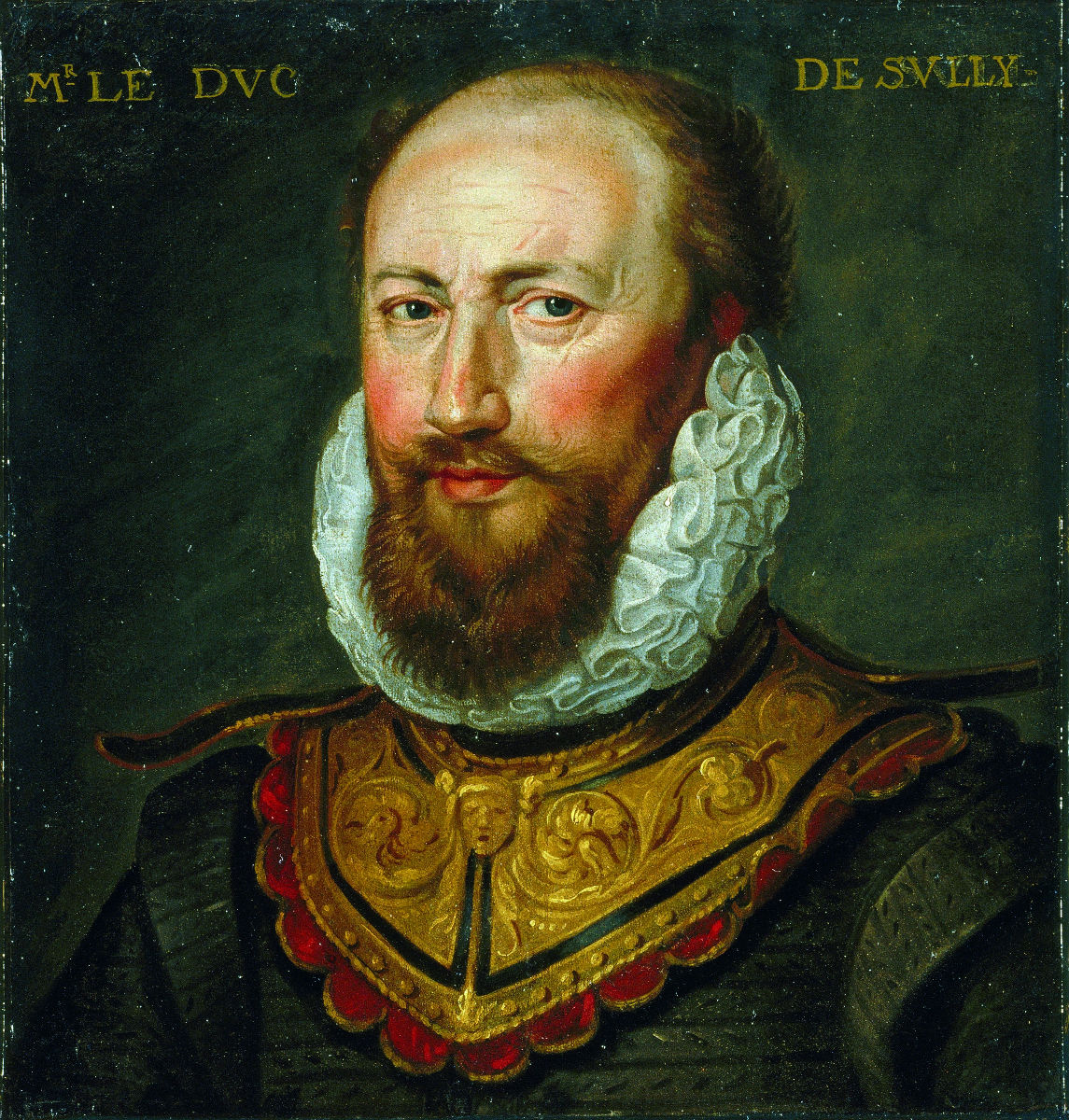
Maximilien de Béthune, duc de Sully.
Portrait anonyme provenant du château de Saint-Germain-Beaupré (Creuse). École française, musée des beaux-arts de Blois, XVIe siècle.

En 1593, Sully conseille au nouveau roi de se convertir au catholicisme, afin de pacifier le royaume, mais refuse lui-même d’abjurer. Il négocie alors le ralliement de quelques chefs de la Ligue (marquis de Villars, duc de Guise, le cardinal de Bourbon). Lors du siège d'Amiens en 1597, il s'illustre de nouveau, à la tête de l’artillerie.
Henri IV comprend tardivement qu'il peut confier les finances du royaume à l'homme qui administre si bien ses propres affaires. Il le nomme en 1596 au Conseil des Finances puis, vers 1598, Surintendant des finances. Sully remet alors de l'ordre dans les comptes, en créant en 1601, une Chambre de justice destinée à lutter contre les malversations financières.
Sully a de brillants conseillers, comme l'économiste Barthélemy de Laffemas, qui développe les manufactures et l'artisanat, et facilite l'industrie de la soie en France en faisant planter des millions de mûriers.

Note autographe de Sully sur l'assainissement de la monnaie, Archives nationales
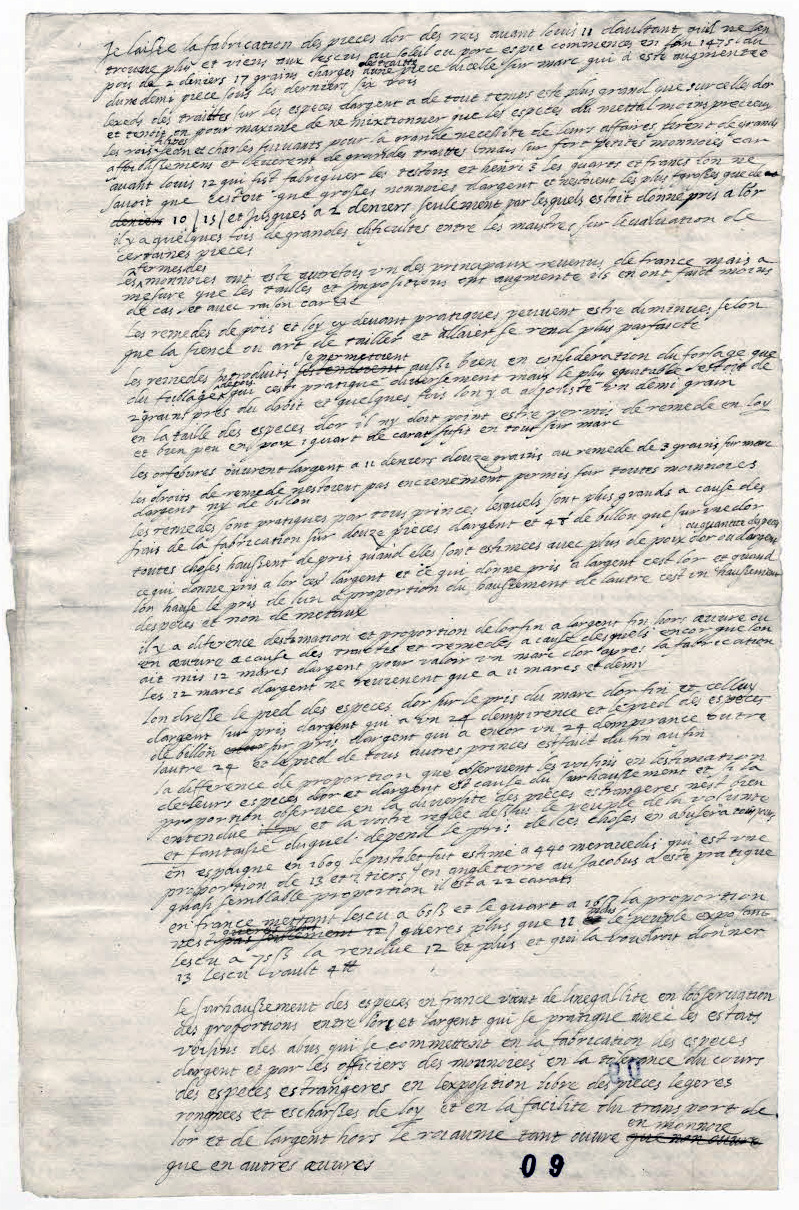
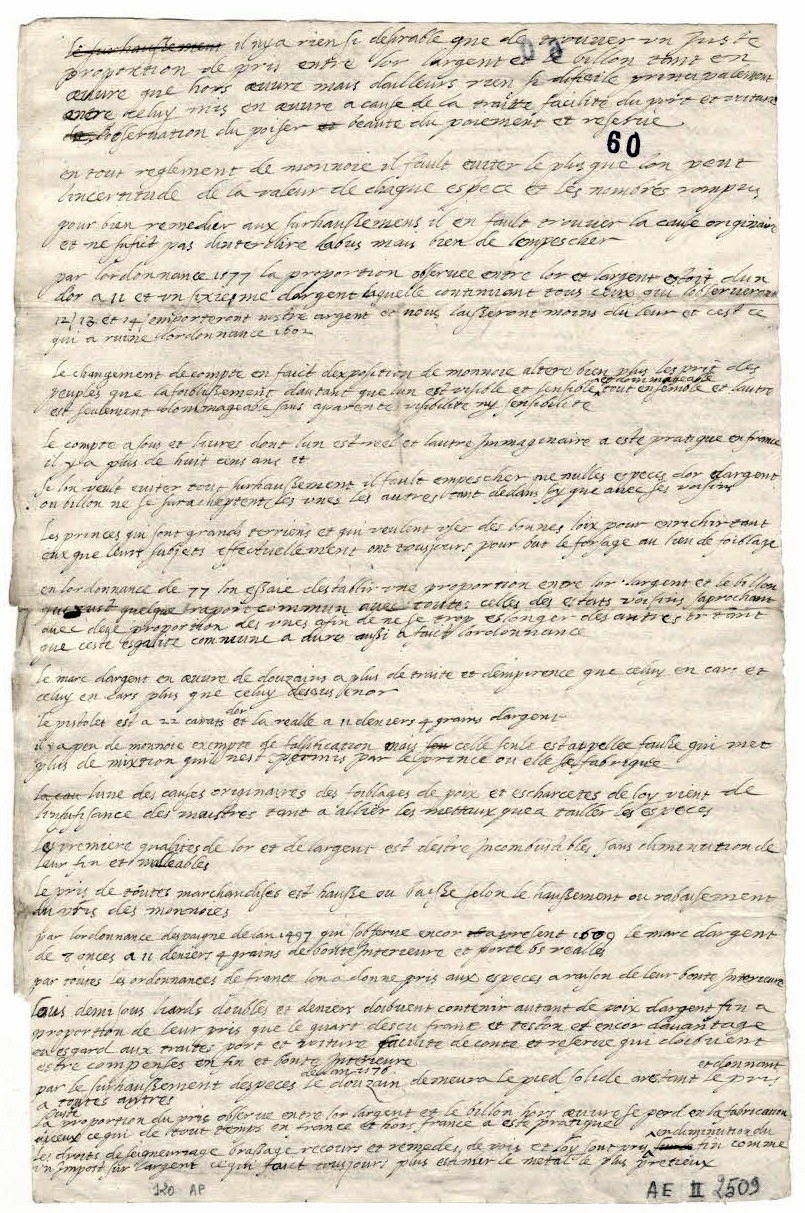

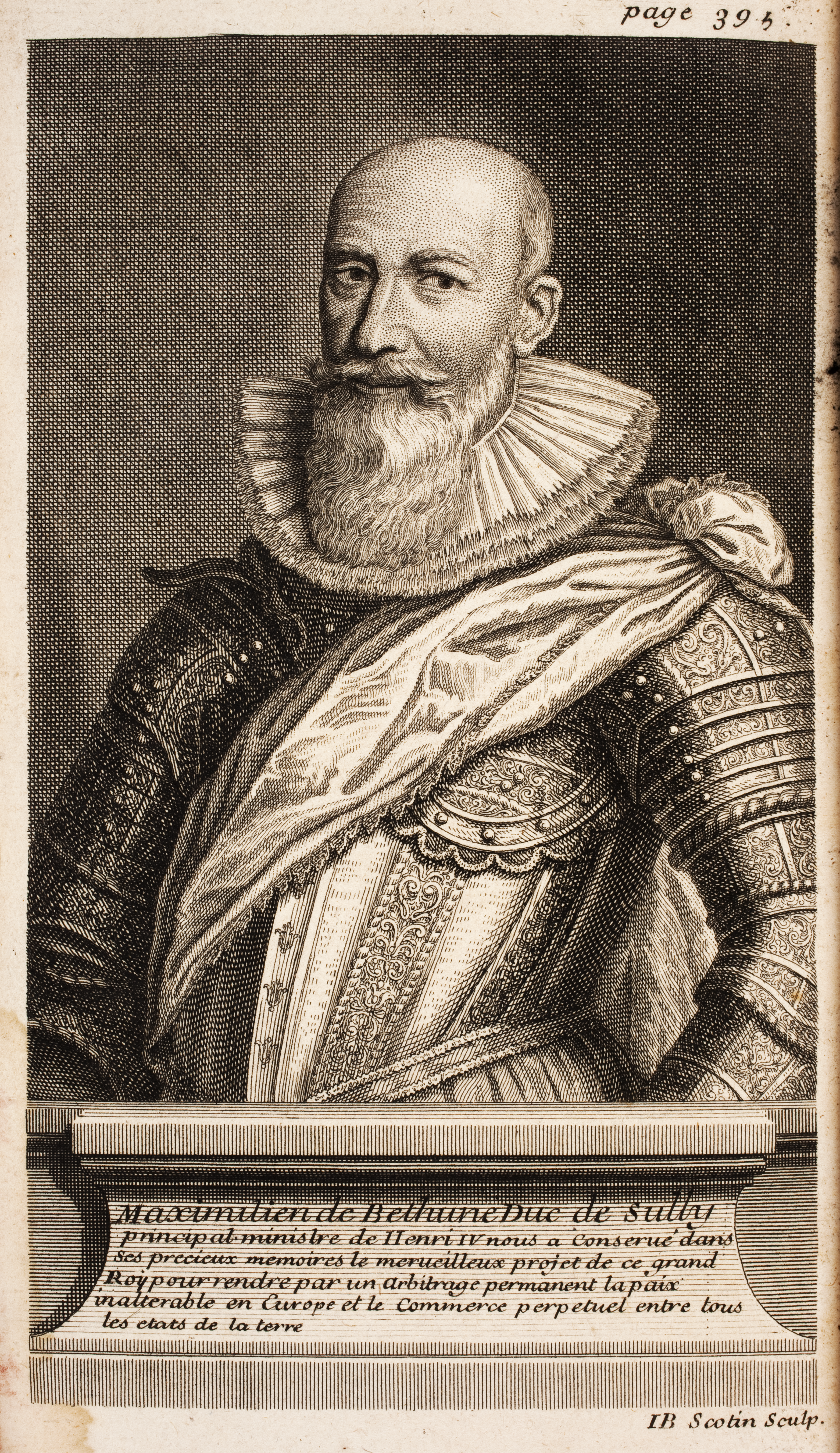
Maximilien de Béthune, portrait gravé par Jean-Baptiste Scotin.

Il fait rentrer un arriéré fiscal considérable, paie des dettes écrasantes (près de 30 millions de livres), suffit aux dépenses des guerres en Espagne et en Savoie, et à l'achat des places qui restent encore aux mains des chefs ligueurs.
En 1598, Sully fait annuler tous les anoblissements décrétés depuis 20 ans. Il supprime les petits offices de finances et judiciaires. Sully considère que les hommes de lettres bénéficient de trop de largesses du roi : « Le roi, ayant entendu parler de Casaubon et de son grand savoir, l'invita à venir à Paris avec sa famille, et lui accorda une pension qui lui permettait de vivre comme il convient à un homme de cette sorte, qui n'est pas appelé à gouverner l'Etat. » Il crée de grands approvisionnements de guerre, lutte contre l'abus et les prodigalités et amasse un trésor (300 000 livres tournois par an, soit 4 millions d'euros actuels) tout en diminuant les impôts. Il fait restituer au roi une partie du domaine royal qui avait été aliéné. L’arrivée en Europe des métaux précieux américains, depuis le début du siècle, a permis à Sully comme à ses prédécesseurs de bénéficier de rentrées fiscales, mais lui va équilibrer le budget et faire des économies. Il se fait nommer gouverneur de la Bastille en 1602, où il entrepose une partie du trésor royal qui s'élève à 12 millions de livres.
Aux environs du 25 août 1600, durant la guerre franco-savoyarde, le roi Henri avait envoyé le duc de Sully visiter plusieurs citadelles qui étaient investies. Sully vint coucher à Bourg-en-Bresse, où il fut bien accueilli par Biron. Le jour de son départ pour Lyon, Sully reçut un avis qu'un groupe de 200 hommes ennemis venaient d'arriver dans un château proche du lieu où il devait passer la nuit. Sully demanda à Biron de lui donner une escorte jusqu'à Lyon. Biron donna comme escorte ses propres gardes qui accompagnèrent Sully jusqu'à Villars où l'escorte le quitta.

« Je fis recharger mes mulets, fis encore environ quatre lieues, et ne m'arrêtai qu'à Vimy, où je me crus en sûreté. Le doute que j'avais, que Biron avait entrepris de me livrer au duc de Savoie, se changea alors en certitude. Trois heures après que je fus parti de Villars, les deux cents hommes vinrent fondre sur la maison où ils croyaient que j'étais, et parurent très fâchés d'avoir manqué leur coup. »

 Le 29 août, Sully est à pied d’œuvre lors du siège du château de Charbonnières en tant que grand maître de l'artillerie de France.
Il fut aussi gouverneur de Mantes et de Jargeau, gouverneur de Figeac, Capdenac et Cardaillac en Quercy, gouverneur du Poitou ; et Surintendant des Bâtiments en 1602-1621.
La paulette est instaurée en 1604, pour instituer l'hérédité des offices et augmenter les recettes de l'État.

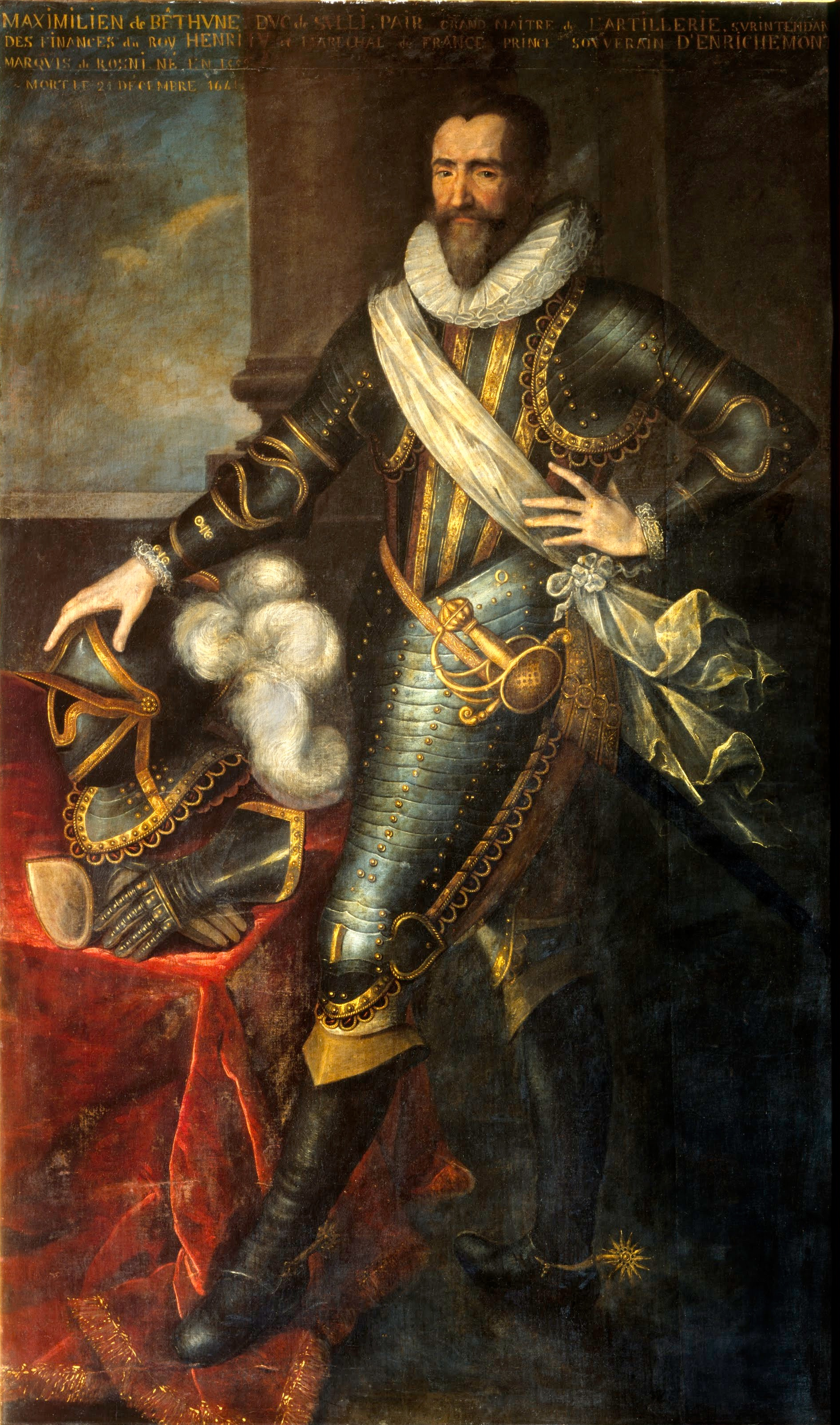
Maximilien de Béthune, 1er duc de Sully, en grand maître de l’artillerie.

En 1599, il est nommé grand maître de l'artillerie de France et grand voyer de France, il contrôle alors toutes les voies de communication. Les routes principales sont retracées, remblayées, pavées et rendues carrossables.
En prévision des besoins en constructions et de la marine, il fait planter des milliers d'ormes au bord des routes (les fameux ormes de Sully). Dans le même objectif, Colbert fera planter quarante ans plus tard des dizaines de milliers de chênes pour la marine et la flotte française.

Mais il est opposé au développement de colonies outre-mer, qu'il juge trop couteuses. Ainsi, à propos de la Nouvelle-France au Canada, il écrit en février 1608 au président Pierre Jeannin, l'un des protecteurs de Samuel de Champlain : 

« la conservation et possession de telles conquêtes [des établissements français en Amérique], comme trop éloignées de nous et par conséquent disproportionnées au naturel et à la cervelle des Français. »

« Je reconnais, à mon grand regret, n'avoir ni la persévérance ni la prévoyance requise pour telles choses ».« les choses qui demeurent séparées de notre corps par des terres ou des mers étrangères ne nous seront jamais qu'à grand charge et à peu d'utilité. »

Il encourage surtout l'agriculture (c'est l'époque d'Olivier de Serres) en répétant une phrase devenue célèbre :

« Labourage et pâturage sont les deux mamelles dont la France est alimentée, les vraies mines et trésors du Pérou,. »

 Dans ce but, il proclame la liberté du commerce des grains, et abolit un grand nombre de péages qui sont autant de barrières entre les provinces, il ouvre de grandes voies de communication, et il fait creuser plusieurs canaux, notamment le canal de Briare qui relie la Seine à la Loire, commencé en 1604 et terminé en 1642 (il était capitaine des Canaux de France).
Il va pousser les paysans à produire plus que nécessaire afin de vendre aux autres pays. Pour cela, il décide d'augmenter la surface cultivée en faisant assécher des marais. Afin de les protéger du fisc, il interdit la saisie des instruments de labour et accorde aux paysans une remise sur les arriérés de la taille. Il va aussi faire cesser la dévastation des forêts, étendre la culture de la vigne…
Comme Surintendant des fortifications il fait établir un arsenal et fortifie les frontières. En 1606, il est nommé duc et pair de Sully et acquiert, la même année, le château de Montrond, le rénove entièrement pour en faire la plus forte place du Berry.
C'est le 14 mai 1610, alors qu'il est souffrant, que le roi, désireux de lui rendre visite à son domicile de l'Arsenal, est assassiné en chemin, rue de la Ferronnerie, par Ravaillac.

### Une œuvre inachevée
Pour mesurer la portée de l'œuvre financière de Sully, il faut la chiffrer, en recourant aux comptes de l'Épargne pour les cinq dernières années du règne et aux projets de budgets des ultimes années d'administration financière du surintendant.
Premier constat : de 1600 à 1610, le niveau du budget s'élève avec régularité. Le produit des impôts passe de plus de 15,5 millions de livres en 1600 à près de 17,5 en 1610, après avoir légèrement dépassé 20 millions en 1608. Cette progression est due à l'augmentation des impôts indirectes et des parties casuelles. Ces revenus alimentent deux grandes catégories de dépenses : d'une part l'armée (garnisons, artillerie, fortifications), la marine, les ambassades et les Ponts et Chaussées ; d'autre part la Cour (maison du roi, bâtiments, dons et pensions) et le « comptant du roi », les fonds secrets dont celui-ci avait la libre disposition.
Dès les premières années de sa surintendance, Sully a réussi à équilibrer le Budget. Il réalise des économies substantielles (plus de 1,75 million de livres en moyenne chaque année à partir de 1605) et à constituer à la Bastille, dont il est le gouverneur depuis 1602, une réserve monétaire qui, dans son esprit, devait être l'un des atouts d'une monarchie forte et respectée de ses voisins. La situation financière de la France à la fin du règne d'Henri IV pouvait sembler florissante. Cette prospérité se trouva instantanément compromise par l'assassinat du roi et la crise politique qui s'ensuivit. Cela n'allait en donner que plus de lustre, ultérieurement, à l'embellie qu'avaient constituée ces treize à quinze années de gestion des finances publiques par Sully.

### La fortune de Sully
« Non qu'il ait volé, mais il se fit donner beaucoup. » L'appréciation de Jules Michelet fait écho à celle de Richelieu dans ses Mémoires : « S'il avait bien fait les affaires du roi en son administration, il n'avait pas oublié les siennes », même si le même concède « que les premières années de ses services furent excellentes, et, si quelqu'un ajoute que les dernières furent moins austères, il ne saurait soutenir qu'elles lui aient été utiles sans l'être beaucoup à l'État ». Sully n'est ni le premier, ni le dernier serviteur de la monarchie à s'être forgé une immense fortune dans le service de ses plus hautes charges.
À la mort d'Henri IV, on peut l'estimer à un capital de 2,5 millions de livres, qui aura doublé à sa propre disparition en 1641. Richelieu fera bien mieux à sa mort, l'année suivante, avec 21 millions de livres, et dépassé par son propre émule, Mazarin, décédé à la tête d'un capital de 38 millions de livres. Cela mettait Sully au niveau de fortune des membres de la famille royale et des princes du sang.
Sa longue patience, sera récompensée à partir de 1598. C'est un fait que la fortune de Sully provient exclusivement des largesses d'Henri IV et qu'elle a pris la forme de cadeaux, pensions et dons divers qui, dûment comptabilisées, suffisent à expliquer les 2,5 millions de livres de capital accumulé à la date de 1610. Ses charges et fonctions en constituent le premier poste, avec un montant annuel de 90 000 livres : celle de surintendant des Finances lui rapporte 10 800 livres, soit l'équivalent du revenu annuel d'un domaine comme Sully-sur-Loire. Il se dessaisit des finances et de la capitainerie de la Bastille en 1611, cela lui rapporta 300 000 livres. Une pension régulière dont le roi gratifie son conseiller d'un montant annuel de 10 000 livres, ou ces 6 000 écus, destinés en 1607 à l'agrément du parc de La Chapelle-d'Angillon.
Sully, qui n'aime pas être pris en défaut, a fait figurer année par année toutes les sommes reçues d'Henri IV, et a chiffré à 419 000 livres le montant de ces cadeaux et rétributions exceptionnelles. Isabelle Aristide a pu calculer qu'il a ainsi reçu du roi plus de 2,3 millions de livres : on n'est pas loin du capital global de 1610 (voir bibliographie La Fortune de Sully).

## Le pouvoir 1594-1598

### Le siège d'Amiens

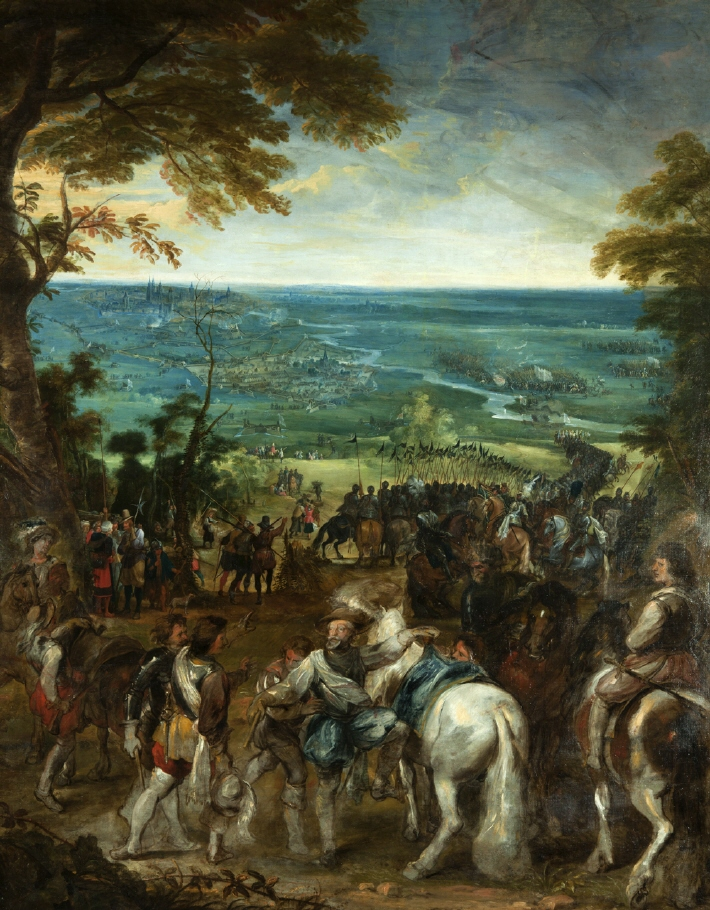
Henri IV au siège d'Amiens, 1630, Pierre Paul Rubens, Musée des Beaux-Arts de Göteborg.

Bloquée du côté de la Bourgogne par la victoire de Fontaine-Française en 1595, l'offensive espagnole se poursuit depuis les Pays-Bas, en dépit de la prise de La Fère, au cours de laquelle s'est illustré Rosny en 1596. Surprise à Paris lorsqu'on apprend que, le 11 mars 1597 des Espagnols déguisés en paysans se sont emparés, par surprise et sans coup férir, de cette ville de Picardie ǃ La « surprise d'Amiens » met de nouveau Paris sous la menace d'une invasion.
Le baron ne se départ pas de son flegme habituel dans les situations d'urgence, répond en substance à son maître qu'il faut donc la reprendre. Tandis que le roi part pour la Picardie afin de passer en revue les garnisons et les réserves disponibles, le Conseil de finances se met à l'ouvrage. La reconquête d'Amiens a commencé au mois d'avril, avec des forces insuffisantes de 3 000 hommes, inférieur aux effectifs des Espagnols assiégés. En juin le rôle de Rosny commence à être mis en exergue par Henry IV, qui se repose de plus en plus sur cet homme à tout faire, expéditif et efficace, « entre juin et septembre 1597, Maximilien dut s'occuper de tout ».
Cette guerre, il la mène à distance d'Amiens. Mais l'intendance suit, et brillamment : vers la fin d'août, les effectifs engagés autour de la ville s'élèvent à 20 000 hommes de pied, 3 000 chevaux et 45 canons. La ville capitule, le 19 septembre 1597, grâce aux qualités militaires de Biron et Mayenne, aux travaux de Jean Errard, et avec Rosny en matière de logistique (installation d'un hôpital de campagne à proximité de la ville).
Le siège d'Amiens est sans doute le jalon essentiel dans la cristallisation du tandem gouvernemental Henri IV-Sully et la promotion politique du baron va prendre des allures d'emphase, et ne plus connaître de pause jusqu'à la mort du roi en 1610.

### Paix de Vervins
Il reste un chef notoire de la ligue : le duc de Mercœur. Gouverneur de Bretagne, résistant aux force de Brissac comme aux tractations de Duplessis-Maornay, tenant fermement sa province, il songe même à la rendre indépendante. Par un accord signé à Angers le 20 mars 1598, il renonce à son gouvernement, moyennant un don généreux de 4 millions de livres. Quelques jours plus tard, Henri IV fait une entrée triomphale à Nantes.

### L'édit de Nantes
Bien que, sur le moment, les Français aient été bien plus sensible à la paix de Vervins, le plus grand acte du règne d'Henri IV reste l'édit signé le 13 avril 1598, alors que le roi, après la soumission du duc de Mercœur, séjournait à Nantes. Henri voyait la nécessité de réglementer les droits des huguenots, avec lesquels ses relations s'étaient dégradées du fait de son abjuration, ainsi que leurs conditions d'existence dans un État catholique.
Les catholiques les plus ardents aspiraient toujours à la disparition totale de l'hérésie et reprochaient à Henri IV sa trop grande indulgence envers ses anciens coreligionnaires. Ils jugeaient d'ailleurs l'unité du royaume incompatible avec les divergences religieuses : selon l'adage, ils voulaient « un roi, une foi, une loi ».
Les parlements se rebellèrent. À Paris, les magistrats déplorèrent le démembrement injustifié de la souveraineté nationale et refusèrent d'enregistrer l'édit. Le roi dut intervenir chaque fois personnellement, avec des harangues cinglantes. Au parlement de Paris, qu'il convoqua en sa chambre au palais du Louvre, le 7 février 1599, il déclara :

« Je suis plus catholique que vous, fils aîné de l'Église : aucun de vous ne l'est, ni ne peut l'être. Vous êtes mon bras droit, mais quand la gangrène s'y met, le gauche le coupe. J'ai fait le soldat. Aujoud'hui, je parle en roi et je veux être obéi. »

— Discours d'Henri IV du 7 janvier 1599.

### Consécration
S'il fallait à Maximilien des signes tangibles du changement d'ambiance marqué par cette succession d'événements nationaux, l'année 1598 va les lui apporter en assurant sa promotion sur le plan aussi bien personnel que gouvernemental.
Devenu gouverneur de Mantes, Rosny obtient 6 000 livres de gages annuels. Ils s'ajoutent aux 5 600 livres de gages de pension qui lui viennent déjà de ses charges de conseiller d'État et de conseiller des finances et voit les portes du Conseil s'ouvrir toutes grande devant lui.
Nicolas de Harlay de Sancy, devenu en 1594, membre du Conseil des finances après la mort du surintendant François d'O, dont il recueille également la charge de surintendant des bâtiments du Louvre et des Tuileries, Sancy acquiert rapidement une place prépondérante au Conseil des affaires, conseil étroit de gouvernement auquel il est ordinairement convié. Ce n'est qu'en 1602 qu'il va céder sa charge de surintendant des bâtiments du roi à Rosny, et en 1605 qu'il abandonnera celle de colonel général des Suisses.
Dès l'automne précédent la disgrâce de Sancy, c'est Rosny qui est chargé de préparer l'état général des finances, donc le budget, pour 1598. En avril 1598, le baron de Rosny devient, de fait, surintendant (c'est-à-dire ministre) des Finances. Il va le rester jusqu'en janvier 1611,.

## Sully et les protestants
La relation de Sully au protestantisme est problématique et fluctuante. Si par protestantisme on entend la religion réformée, il est resté fidèle, de sa naissance à sa mort. Si on désigne la force publique menée par une partie de la noblesse et de la bourgeoisie urbaine, les relations se compliquent : les rapports de Sully avec ses coreligionnaires engagés dans le siècle n'ont pas été tranquille ; il a même trouvé parmi eux certains de ses antagonistes les plus âpres, en raison de la proximité confessionnelle.
S'agit-il de la participation des protestants au gouvernement à laquelle aurait présidé Sully, la réponse est incertaine, mais une certitude : il n'y a pas eu « protestantisation » de la chose publique, c'est-à-dire noyautage de l'administration par ses coreligionnaires. Enfin, il faut distinguer l'avant et l'après 1611, le départ du ministre du gouvernement ayant constitué une ligne de faille dans son rapport aux réformés.

## Mise à l'écart

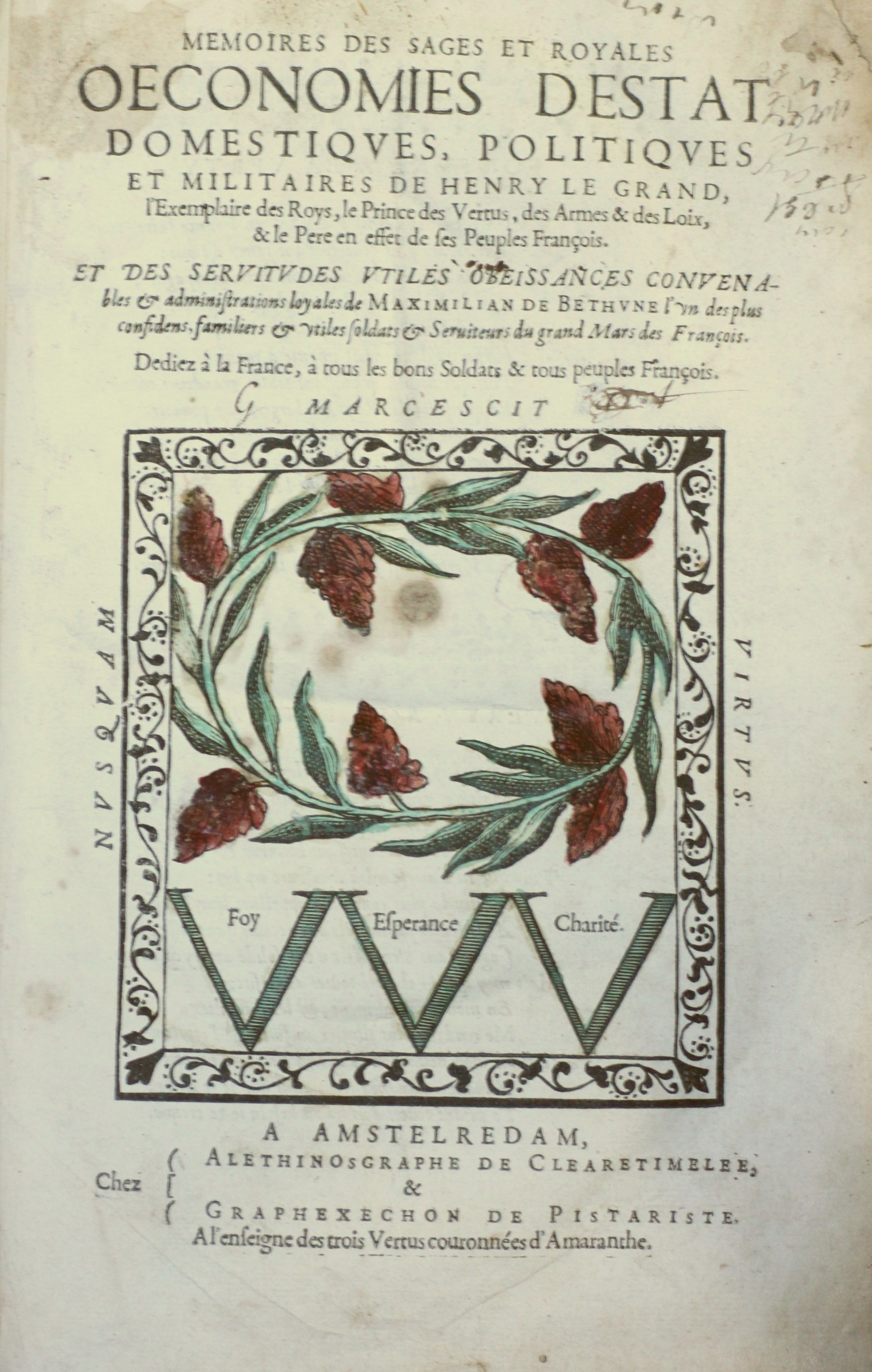
Mémoires, édition originale de 1639.

Il était devenu impopulaire, même parmi les protestants, et auprès des paysans qu'il avait dû accabler d'impôts pour faire face aux dépenses en vue de la guerre contre l'Espagne.
Après l'assassinat d'Henri IV en 1610, il est nommé membre du Conseil de régence et prépare le budget de 1611. En complet désaccord avec la régente Marie de Médicis, il démissionne de ses charges de surintendant des finances et de gouverneur de la Bastille (1611) ; il conserve cependant le gouvernement du Poitou. En 1616, il abandonne la majeure partie de ces fonctions et vit désormais loin de la cour, d'abord sur ses terres de Sully puis surtout en Quercy, tantôt à Figeac et plus précisément à Capdenac-le-Haut tantôt sur sa seigneurie de Montricoux, à quelques lieues de Montauban. Il se consacre à la rédaction de ses mémoires, mais reste très actif sur le plan politique et religieux. Son fils cadet François de Béthune, comte d'Orval à Nogent-le-Béthune, est le gouverneur de Figeac, place de sûreté calviniste.
Ce dernier épouse Jacqueline de Caumont, fille de Jacques Nompar de Caumont, qui commande la défense militaire de Montauban en 1621.
Cette même année, il intervient en conciliateur et intercède en modérateur dans les luttes entre les protestants français et la royauté, après les 96 jours du siège de Montauban par Louis XIII, en 1627-1628, lors du siège de La Rochelle et avant la reddition de Montauban. Proche du réseau diplomatique de Richelieu, il est nommé maréchal de France en 1634.

### Sortie de scène
Au soir de sa vie, en 1639, Sully célébra les noces de son petit-fils Maximilien III François de Béthune, 2e duc de Sully, avec la fille du chancelier Pierre Séguier, Charlotte Séguier (1622 - 5 juin 1704). À cette occasion, le poète Guillaume Colletet composa une Ode sur l'alliance des deux illustres maisons de Béthune et de Séguier, célébrant les exploits militaires des Béthune.
Il meurt au château de Villebon (Eure-et-Loir) le 22 décembre 1641. Son tombeau est à Nogent-le-Rotrou dont il avait acquis la seigneurie vers 1610.
Le 23 octobre 1999 a eu lieu au château de Sully-sur-Loire, en présence des autorités civiles, religieuses et militaires, le transfert des cendres de Maximilien de Béthune, duc de Sully, et de son épouse Rachel de Cochefilet, en présence du pasteur Georges Tourne de l'Église réformée d'Orléans.

## Possessions
Gentilhomme sans grands biens à ses débuts, Sully accumula une grande fortune, foncière et féodale notamment, gérée avec rigueur,,,,. Les fiefs familiaux étaient peu nombreux (Rosny ; il échoue à hériter la vicomté de Gand de son parrain et cousin Maximilien de Melun : cf. Melun-Epinay-branche de Gand ; Bontin venu de sa 1re femme). Les biens cités ci-après (liste non exhaustive !) n'ont pas tous été possédés en même temps, beaucoup ayant fait l'objet de transactions (achats/ventes ou échanges) avec le prince de Condé (son cousin éloigné, les deux descendaient de Jean Ier de Béthune-Locres marié à Jeanne de Coucy-Meaux et Condé) :
- à Paris et environs : la place des Tournelles vers la couture Ste-Catherine de Paris (sur l'ex-hôtel des Tournelles démoli), par don d'Henri IV, et son hôtel rue Saint-Antoine ; sa maison de Fontainebleau ; la vicomté de Meaux ; la baronnie puis marquisat de Rosny, avec les châtellenies de Montcharmes et de (La) Villeneuve-en-Chevrie ; le comté de Moret-sur-Loing (revendu en 1603 à Zamet qui le cède dès 1604 à Jacqueline de Bueil, favorite d'Henri IV) ; le comté de Dourdan ;
- en Picardie : Breteuil, La Faloise et Francastel, Conty, La Godine à Launoy, Muret ;

- Sully-sur-Loire, aux confins de l'Orléanais, du Berry, du Gâtinais et de la Puisaye, est le siège de son duché-pairie érigé en février 1606 ; il achète en outre de nombreux biens berrichons qui furent en partie aux anciens seigneurs de Sully ou de Charenton, dont il descendait : La Chapelle d'Angillon et les Aix, Presly, Ennordres, Moulin-Frou, Saint-Gondon et Sennely, Boisbelle-Henrichemont, Baugy et Pouligny, Étréchy, Les Essarts, Chanteloup, Chaumoux, Solérieux ; (aux confins du Bourbonnais) Orval, Bruère, Saint-Amand-Montrond, Epineuil, Culan, Le Chastelet, Beauchezal, La Perche, La Roche-Guillebault ; (aux confins de la Marche et du Poitou) La Prune-au-Pot ; et Laas entre Orléans et Pithiviers ;

- en Chartrain, Thymerais et confins du Perche : Villebon, Nogent-le-Rotrou alias Orval ou Nogent-le-Béthune, (Courville acheté par son fils cadet François d'Orval en 1629), Rémalard, Saint-Pierre-la-Bruyère, Champrond-en-Gâtine, les Yys, Lalu-Bellouis, Montigny, St-Lubin-les-Cinq-Fonts, Vitray et le fief de l’Orme ; et il reçoit les revenus de l'abbaye de Coulombs (comme ceux du Jard, de St-Benoît, de Loroy, de l'Absie en Poitou, du Lieu-Dieu en Jard) ;
- en Quercy : comté de Montricoux, baronnie de Caussade.

## Alliances et descendance
Maximilien de Béthune se marie deux fois, :
- En 1583, avec Anne de Courtenay-La Ferté-Loupière-Bontin, dame de Bontin et Beaulieu en Auvergne (1564-1589), à l'église Saint-Eustache de Paris, dont :
  - 1588 : Maximilien II de Béthune (1588-1634), qui continue la lignée ducale de Sully jusqu'au 5e duc Maximilien VI Henri (1669-1729) ;
- En 1592, à Mantes, avec Rachel de Cochefilet (1562-1659), veuve de François Hurault de Cheverny de Vibraye seigneur de Châteaupers, fille de Jacques de Cochefilet et Marie de L'Arbaleste de La Borde-le-Vicomte (des vicomtes de Melun-après les Melun), cousine germaine de Charlotte de l'Arbaleste (écrivaine et femme de Philippe du Plessis-Mornay), dont :
  - 1595 : Marguerite, morte en 1660, ∞ 1605 à Ablon Henri II de Rohan, et postérité
  - 1597 : César, mort à l'âge de 10 ans, en 1607
  - 1598 : François de Béthune, mort en 1678, duc d'Orval (à Nogent-le-Rotrou/-le-Béthune) ∞ I) 1620 Jacqueline de Caumont-La Force (la plupart des généalogies la disent fille du maréchal Jacques et de Charlotte de Gontaut-Biron, mais pour le site MedLands[50] elle est fille de leur fils le maréchal Armand et de Louise de Belzunce ; Postérité précisée à l'article Nogent, notamment du 6e au 9e duc de Sully de 1730 à 1807), et II) Anne d'Harville de Palaiseau
  - 1602[51] : Louise ∞ 1620 Alexandre de Lévis, marquis de Mirepoix, maréchal de la Foi (mariage annulé dès 1624)
  - 1608 : nn, mort jeune
  - 1610 : Henri, mort jeune.

## Généalogie
- Son quadrisaïeul Robert IX de Béthune (fils de Jean II de Béthune, né vers 1359 et mort en 1415 à Azincourt, et d'Isabeau, fille de Robert VII d'Estouteville), seigneur d'Havrincourt et des Hauts-Bois d'Havrincourt, Baye, Mareuil-en-Brie, Congy et Toulon (Vert-Toulon ?), vicomte d'Ostel, épouse en 1450 Michelle, fille de Guillaume d'Estouteville de Torcy, dame d'Oudeauville/d'Ondeauville en Boulonnais, Novion en Ponthieu et Caumartin,
- → Robert IX avait pour frères et sœurs : son frère aîné - Antoine, tué en 1430 par les communiers de Laon ; - Guy et Jacques ; - Catherine dame d'Autrêches, x Jean IV de Hénin-Liétard de Boussu-Gamerages : Postérité, dont les princes de Chimay ; et - Isabeau, x Jacques III de Grandpré-Hans : Postérité ;

Robert IX et Michelle d'Estouteville ont pour fils :
- Robert X (mort en 1511 ; vicomte d'Ostel), et son frère – Jean III de Béthune, mort en 1512, le trisaïeul de Maximilien, x vers 1480 Jeanne d'Anglure d'Etoges, fille de Marc-Antoine Saladin d'Anglure et Jeanne de Neuchâtel-Montaigu vicomtesse de Bligny,
- → Jean III et Robert X ont pour sœur Catherine, x 1o Aubert de Margival, et 2o Jean du Pin ;

Jean III et Jeanne d'Anglure sont parents de :
- Son bisaïeul Alpin de Béthune, mort vers 1546, x 1509 Jeanne, fille de Jean-Baptiste Jouvenel des Ursins, mort en 1544 ; (onomastique : saint Alpin de Châlons est réputé né à Baye : château de Baye),
- → parmi les frères et sœurs d'Alpin : - Ogier de Congy, archidiacre du Mans et de Châlons ; - Marguerite, x 2o Jean de Lastours ; Isabeau, abbesse de N-D d'Andecy ; - Jacqueline, x 1514 Christophe du Chastelet puis Jean du Chastelet) ;
- et - Robert vicomte d'Ostel et de Chavignon, mort en 1525, père entre autres enfants du ~ vicomte Georges (père lui-même de la vicomtesse Anne-Françoise, morte en 1627, femme de Ferry Ier de Choiseul-Praslin, mort en 1569 à Jarnac : d'où la suite des vicomtes d'Ostel), de ~ Gabrielle abbesse de Fervaques, et de ~ Jean[53],[54], sire en partie de Mareuil, ancien chevalier de Malte, père de Judith de Béthune (qui rassemble en juillet 1607 la seigneurie de Mareuil par acquisition sur la branche d'Ogier vue ci-dessous et marie 2o en 1598 Claude de Nargonne : parents de Charles de Nargonne de Mareuil, père lui-même de Françoise de Nargonne duchesse d'Angoulême) ;

Alpin et Jeanne de Jouvenel sont parents de :
- Son aïeul paternel Jean IV de Béthune, mort en 1554,  
- → Jean IV a deux frères : - Antoine de Mareuil, sans postérité de Françoise Ysoré, mariée en 1535 ; et - Ogier de Congy, auteur de la branche des sires de Mareuil — jusqu'en 1607, date de la cession aux Nargonne rencontrés ci-dessus — et de Congy : père de ~ Florestan de Congy [père entre autres enfants de : ~~ Léonidas de Congy, mort vers 1640 ; Cyrus, mort en 1611 en duel ; ~~ Anne, dame de Congy, x Louis des Marins de Montgenost et de Villeneuve : leur fille Antoinette des Marins marie en 1636 François d'Anglure de Bourlémont, d'où Anne d'Anglure de Congy et de Villeneuve, femme en 1656 de Louis du Bellay/du Bellet de Chevigny (Chevigny ?) ; ~~ Marie x Philippe de Harlay-Césy, ex-mari de Jacqueline de Bueil : Postérité ; et ~~ Lucrèce de Béthune, x Armand-Léon de Durfort-Boissières de Born], de ~ Guy de Mareuil (x Françoise de Courtenay-Bontin, sœur d'Anne, la 1re femme du ministre duc de Sully), et de ~ Cléophile de Béthune (morte en 1621, x 1o Etienne-Saladin sire d'Anglure : postérité, et 2o son cousin Henri d'Anglure) ;

Jean IV vend Baye en 1534 à François de Clèves duc de Nevers, et épouse 1o 1529 Anne de Melun dame de Rosny et de Villeneuve, fille d'Hugues de Melun d'Épinoy vicomte de Gand, d'où :
- Son père François de Béthune (vers 1532-1575), 
- → Ses sœurs : - Marie, x Jean Raguier d'Esternay ; - Jeanne de Mareuil, x Gabriel de Torcy de Vendy, fils de Jean et d'Antoinette de Lespinasse ;

François épouse 1o 1557 Charlotte Dauvet, fille de Robert, parlementaire, président à la Chambre des Comptes, et d'Anne Briçonnet petite-fille du cardinal Guillaume : d'où Maximilien Ier de Béthune duc de Sully,
- → Sa fratrie : - l'aîné, Louis, 1558-1578, mort noyé à la suite d'une chute de cheval ; - Salomon, né en 1561 et mort en 1597 au siège d'Amiens, gouverneur de Mantes avant Maximilien, × 1 597 Marguerite, fille du grand-maître des Eaux et Forêts Henri Clausse de Fleury et sœur d'Henri Clausse ; - Jacqueline, x 1584 Hélie de Gontaut de Badefols et St-Geniès, mort en 1598, gouverneur de Béarn, vice-roi de Navarre, fils d'Armand et de Jeanne de Foix : postérité (leur 2e fille Judith de Gontaut de Lavedan épouse en 1612 Philippe Ier ou II de Montaut et enfante le maréchal-duc Philippe II ou III de Montaut-Bénac-Navailles) ;
- et - Philippe, vers 1565-1649, comte de Selles, marquis de Chabris, sire de Charost, x 1o 1600 Catherine Le Bouteiller de Senlis de Moucy, mort en 1606 : Postérité, et 2o 1608 Marie d'Alègre de Tourzel, sœur d'Anne.

## Salle Sully au ministère de l'Agriculture
Le ministère de l'Agriculture siège à l'hôtel de Villeroy (7e arrondissement de Paris).

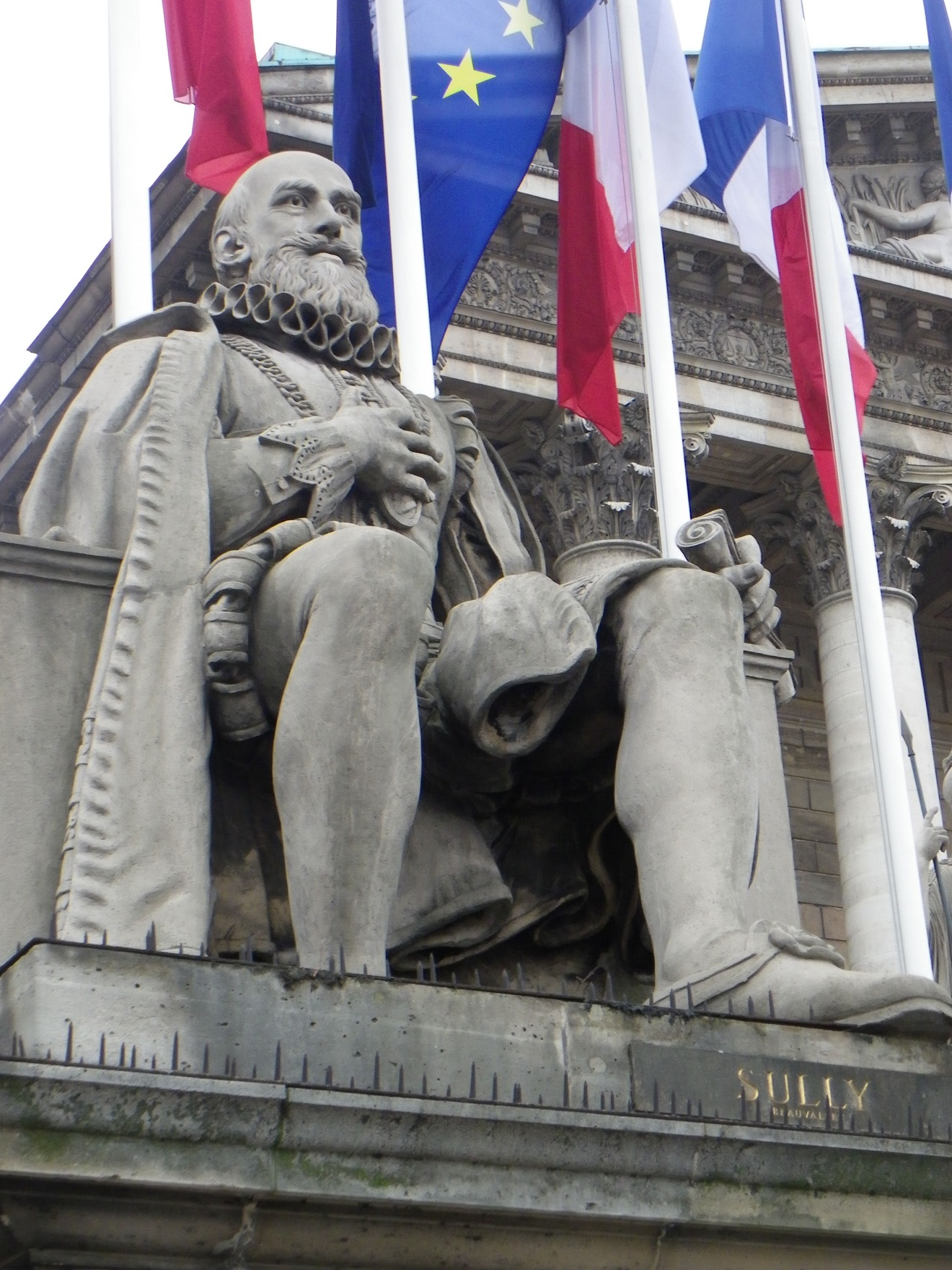
Statue de Maximilien de Béthune, duc de Sully, devant le palais Bourbon, à Paris.

La grande salle de réunion du deuxième étage :
- plafond 9 mètres de haut, recouvert, comme une partie des murs, de caissons en bois sculpté, réalisés en 1887,
- trois fresques monumentales, datées de 1898 et 1901, dues au peintre Paul Sinibaldi, élève de Cabanel, représentant le Commerce, l’Industrie, et l’Agriculture, "symbolisée par cette jeune semeuse en jupe brune et corsage blanc avançant dans un champ labouré par deux paires de bœufs blancs",
- cheminée avec deux sculptures néo-classiques, "deux jeunes femmes vêtues de savants drapés, allégories du commerce et de l’agriculture, installées dans deux niches surmontées d’un fronton triangulaire"[23]

## Statuaire
- Palais Bourbon, façade côté quai d'Orsay (Paris) : statue réalisée par Pierre-Nicolas Beauvallet. Elle fait partie d'un groupe de quatre statues de grands personnages de l'histoire de France. En 1989, lors d'une restauration, elles sont remplacées par des moulages.
- Le comte d'Angiviller commanda à Louis-Philippe Mouchy, la figure de Sully dans le cadre de la série des "grands hommes" (1776).

## Télévision
- Dans la série Les aventures du jeune Voltaire de 2021, il est joué par Hippolyte Girardot[55].

## Voir aussi

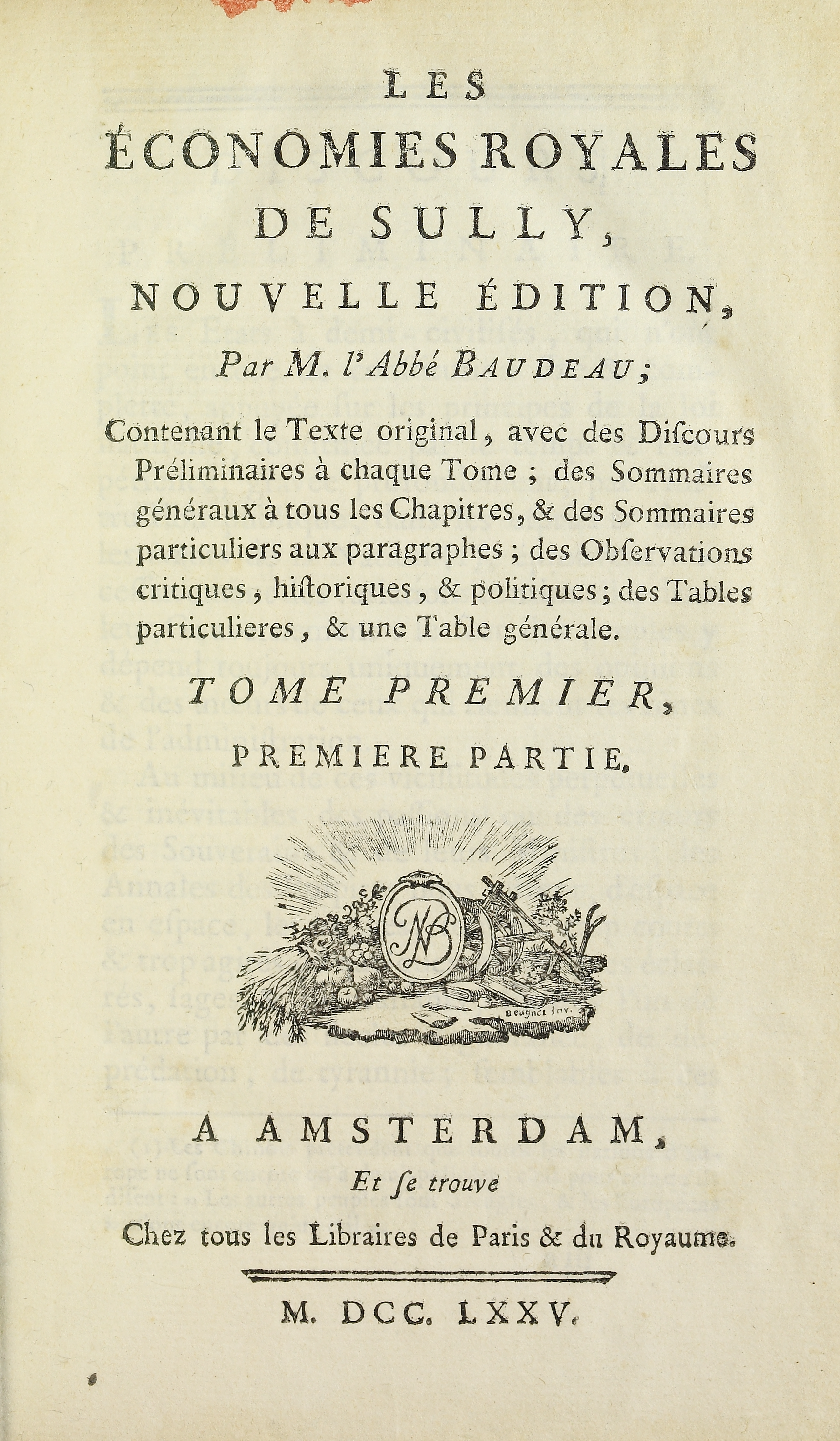
Économies royales, 1775